# Stolberg
Stolberg er en by i Tyskland i delstaten Nordrhein-Westfalen med ca. 58.000 indbyggere. Byen ligger i kreisen Aachen og har en lang tradition som industriby.

## Geografi
Stolberg ligger omtrent 5 km øst for Aachen i en dal ved siden af Eifel, som går østover i området Hürtgenwald. I syd grænser Stolberg til kommunen Monschau og i nord til Eschweiler.
Stolberg er delt ind i Unterstolberg og Oberstolberg, som indeholder det meste af den gamle by. Andre dele af Stolberg er Atsch, Büsbach, Donnerberg og Münsterbusch. I tillæg har landsbyerne Breinig, Dorff, Gressenich, Mausbach, Schevenhütte, Venwegen, Vicht, Werth og Zweifall blevet en del af Stolberg.

## Historie
Stolberg blev først nævnt i dokumenter fra 1100-tallet. Byen blev et vigtigt center for messingproduktion da protestantiske messingproducenter fra Aachen slog sig ned her omkring 1600 for at komme under religiøs forfølgelse og økonomiske restriktioner. Derfor fik Stolberg kaldenavnet Die Kupferstadt (Kobberbyen).
Stolberg blev mindre vigtig som messingproducent da ren zink blev tilgængelig i midten af 1800-tallet. Mange messingproducenter flyttede til andre industrier, særlig glas- og tekstilindustri.
Stolberg var en del af hertugdømmet Jülich frem til 1794 da byen blev okkuperet af Frankrig og blev en del af kantonen Eschweiler i departementet Roer. Efter Wienerkongressen i 1815 blev Stolberg en del af Preussen.
Stolberg blev kendt i 1960'erne som hjemstedet til thalidomid-producenten Grünenthal.
I dag er der tre nynazister i bystyret.